# Peter Fröberg Idling

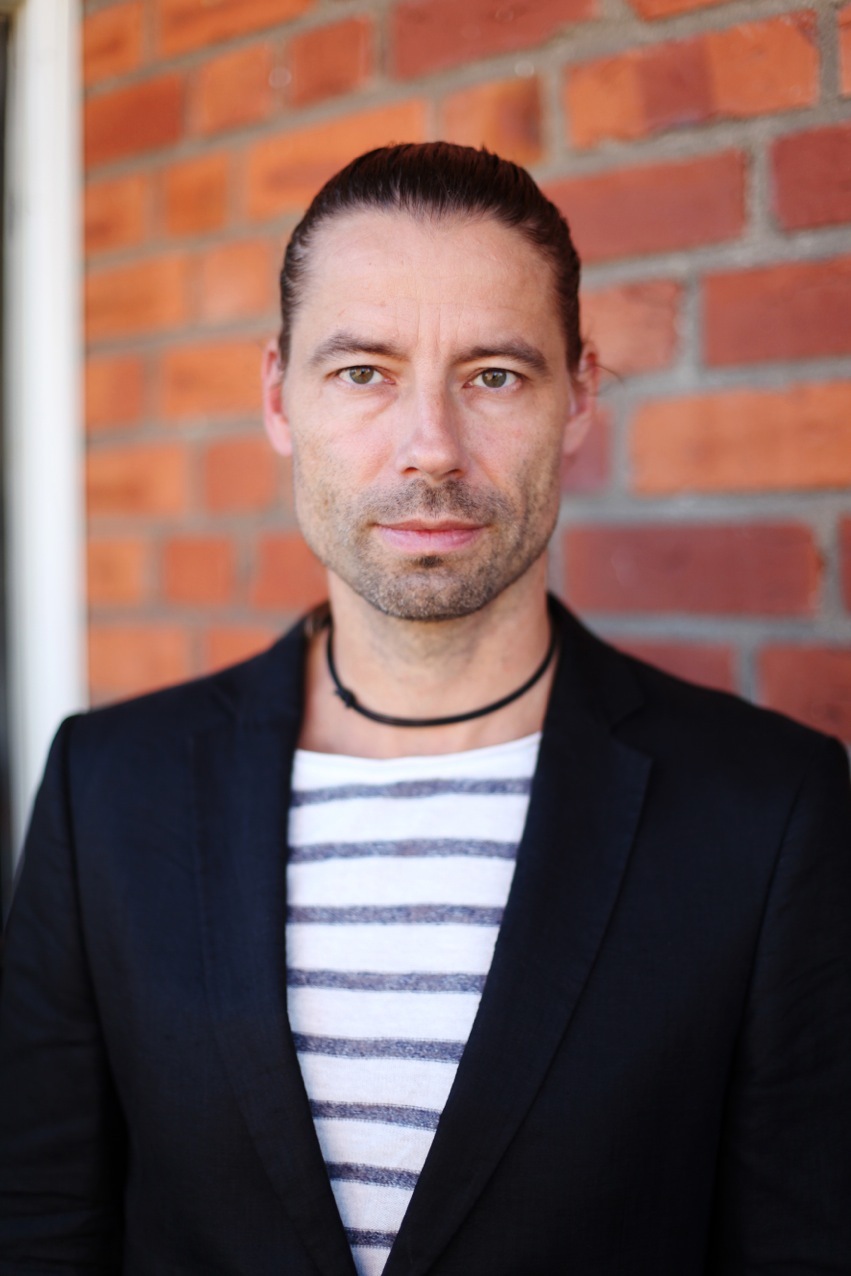
Peter Fröberg Idling

Peter Fröberg Idling (* 1972) ist ein schwedischer Schriftsteller und Literaturkritiker unter anderem in Dagens Nyheter und der Zeitschrift Vi.
Er debütierte 2006 mit Pol Pots Lächeln: Eine schwedische Reise durch das Kambodscha der Roten Khmer (Pol Pots leende), das außer in Schweden und Deutschland in Norwegen, Dänemark, den Niederlanden, Polen, Italien, Russland und der Schweiz erschien. Das Buch wurde 2007 für den Kulturpreis von Dagens Nyheter, 2011 für den Schweizer Jan-Michalski-Preis und den polnischen Kapuscinski-Preis nominiert.
Der Roman „Sång till den storm som ska komma“ wurde 2012 für den renommierten August-Preis nominiert.

## Kritik
- Zum Roman Gesang für einen aufziehenden Sturm (2015): Erstaunlich, was Fröberg Idling Grandioses aus diesem Stoff gemacht hat. An keiner Stelle gleitet er ins Kitschige ab. Das liegt zum einen an der kunstvollen Konstruktion des Romans, zum anderen an der atmosphärisch dichten Sprache (Sibylle Peine, Recklinghäuser Zeitung, 4. März 2015).

## Werke
- Reaktion (Pocky, 2002)
- Pol Pots leende (Atlas förlag, 2006), dt. Pol Pots Lächeln: Eine schwedische Reise durch das Kambodscha der Roten Khmer (Weltlese, Edition Büchergilde, 2013)
- Slump (Hotel Gothia Towers, 2008)
- Våld till vardags (Ordfront, 2008)
- Sång till den storm som ska komma (Natur & Kultur, 2012), dt. Gesang für einen aufziehenden Sturm: Roman, (Insel Verlag, 2015)